# Heteromys desmarestianus
Heteromys desmarestianus е вид бозайник от семейство Торбести скокливци (Heteromyidae).

## Разпространение
Видът е разпространен в Белиз, Гватемала, Колумбия, Коста Рика, Мексико (Табаско и Чиапас), Никарагуа, Панама, Салвадор и Хондурас.